# Janusz Solski
Janusz Stanisław Solski (ur. 1952) – polski farmaceuta i analityk medyczny, wykładowca i profesor Uniwersytetu Medycznego w Lublinie.

## Życiorys
Ukończył Szkołę Podstawową nr 1 i Liceum Ogólnokształcące w Biłgoraju. Absolwent farmacji Akademii Medycznej w Lublinie, odbył studia doktoranckie z zakresu analityki medycznej. Doktorat obronił w 1980 r., osiem lat później uzyskał habilitację, a w 1996 r. został profesorem. Jest kierownikiem Katedry i Zakładu Diagnostyki Laboratoryjnej UM w Lublinie. W latach 2008–2012 był dziekanem Wydziału Farmaceutycznego z Oddziałem Analityki Medycznej. Oprócz pracy na lubelskiej uczelni był zatrudniony także w Wyższej Szkole Informatyki i Zarządzania w Rzeszowie, a także pełnił funkcję lubelskiego i podkarpackiego konsultanta w zakresie diagnostyki laboratoryjnej.
Zaangażowany we współpracę z ukraińskim środowiskiem akademickim, współautor dwóch ukraińskich podręczników biochemii klinicznej i doctor honoris causa Lwowskiego Narodowego Uniwersytetu Medycznego im. Daniela Halickiego.
Promotor 15 doktoratów i opiekun 3 habilitacji.
Zaangażowany w prace Polskiej Komisji Akredytacyjnej, Państwowej Komisji Egzaminacyjnej, współtwórca Fundacji i Przewodniczący Rady Funduszu Lokalnego Ziemi Biłgorajskiej.

## Odznaczenia
- Złoty Krzyż Zasługi[3]
- Medal Komisji Edukacji Narodowej[3]
- nagroda naukowa Ministra Zdrowia[3]